# Filep Karma
Filep Jacob Semuel Karma (ur. 15 sierpnia 1959 w Biak, zm. 1 listopada 2022 w Jayapurze) – papuaski aktywista, działacz na rzecz niepodległości Papui Zachodniej.
Urodził się w rodzinie urzędniczej. Jego ojciec, Andreas Karma, pracował w holenderskiej administracji kolonialnej, pełnił również funkcje administracyjne po przejęciu kontroli nad Papuą Zachodnią przez Indonezyjczyków (1963). Jego kuzyn, Constant Karma, pełnił funkcję zastępcy gubernatora Papui.
Studiował nauki polityczne na Universitas Sebelas Maret w Surakarcie (Solo) w prowincji Jawa Środkowa. Następnie pracował jako urzędnik w Jayapurze. W latach 1997–1998 przebywał na stypendium w Manili. Po powrocie do Indonezji zaangażował się w papuaski ruch niepodległościowy. Uczestniczył w wydarzeniach na wyspie Biak w lipcu 1998. Podczas opanowywania sytuacji przez indonezyjskie wojsko zginęła nieznana liczba osób, Karma natomiast został ranny w nogę. 6 lipca 1998 został aresztowany, w więzieniu przebywał do 3 października 1998. W styczniu 1999 został skazany za zdradę państwa na sześć i pół roku, odwołał się jednak od wyroku i wyszedł na wolność 20 listopada 1999. 1 grudnia 2004, w rocznicę opuszczenia regionu przez Holendrów, brał udział w ceremonii wciągnięcia na maszt flagi Papui Zachodniej. Został ponownie uznany za zdrajcę i skazany na piętnaście lat więzienia. Od początku odbywania kary poważnie stracił na wadze, ma problemy zdrowotne, jest również bity. W sierpniu 2011 został objęty amnestią, odmówił jednak skorzystania z niej.